# Körperhaarentfernung
Körperhaarentfernung (auch Körperenthaarung) ist die Entfernung der Körperbehaarung in Teilen oder bei der Ganzkörperhaarentfernung auch vollständig: entweder oberflächlich durch Depilation mittels Rasur, Enthaarungscreme oder Abflämmen oder einschließlich der Haarwurzeln durch Epilation, etwa durch Halawa (Sugaring), Warmwachs, Kaltwachsstreifen, Epilierer, Pinzette, Elektro- oder Laserepilation.

## Motive

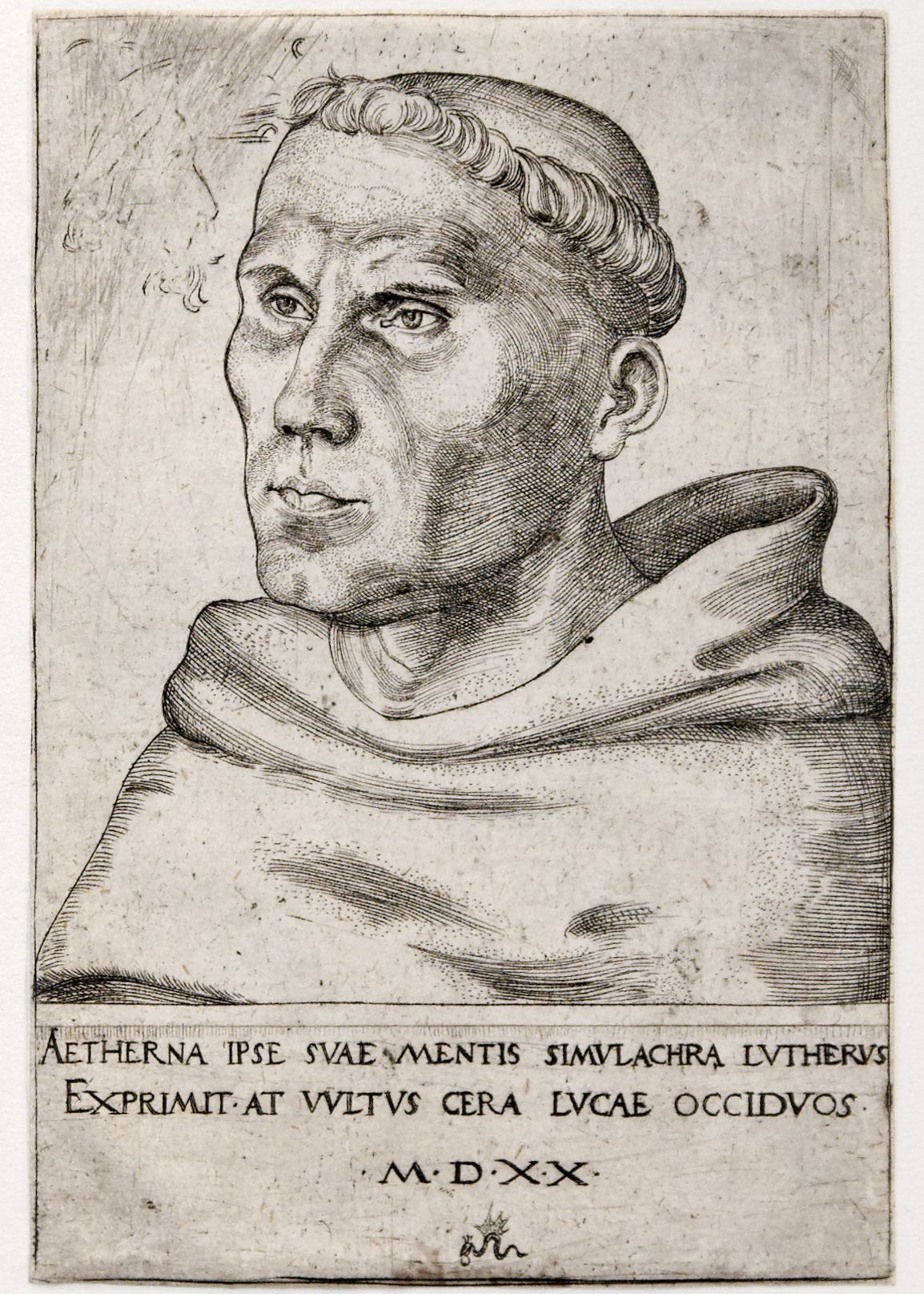
Martin Luther als Mönch

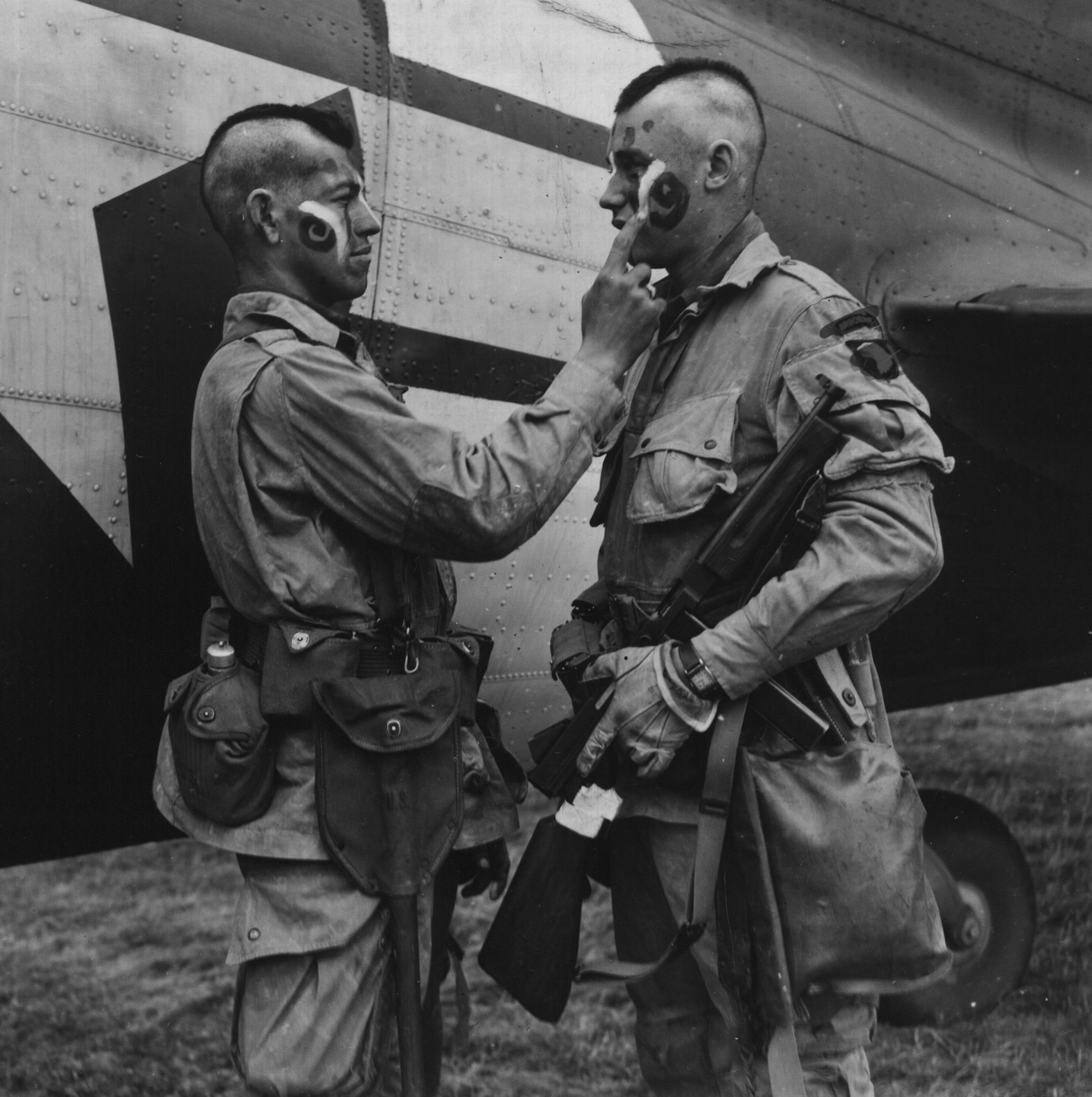
Fallschirmjäger mit Irokesenschnitt 1944

Im Unterschied zu anderen Primaten benötigt der Mensch die Körperbehaarung nur noch auf dem Kopf und zum Friktionsschutz in Hautfalten. Für die Entfernung gibt es hygienische, religiöse und ästhetische Gründe.
Die (teilweise) Rasur wird als Initiationsritus und als Zeichen des Esprit de corps und der Zugehörigkeit zu bestimmten Gruppen verwendet. Seit dem 6. Jahrhundert bis 1973 war die Tonsur das äußerliche Zeichen der Priesterschaft und des Zölibatsversprechens von christlichen Klerikern. Sie spielt in anderen Religionen, so etwa im Buddhismus, Islam und Hinduismus nach wie vor eine Rolle. In vielen Ländern und Kulturkreisen, zum Beispiel im Islam, erfolgt die Entfernung der Körperhaare bei Frauen wie Männern aus religiösen Gründen oder wird, wie schon in der Antike, als Hygienemaßnahme verstanden. So erfüllt die Rasur teils auch religiöse Reinheitsvorgaben.
In westlichen Ländern spielen ästhetische oder funktionale Gründe für die Körperhaarentfernung eine größere Rolle. Glatte, haarlose Haut am Körper wird als erotisch angesehen. Insbesondere an Frauen gilt sie als Schönheitsideal. Viele Frauen geben an, sich ohne Schambehaarung femininer und attraktiver zu fühlen. Auch ursprünglich mit erheblicher Körperbehaarung bekannte Männer wie Burt Reynolds oder David Hasselhoff wendeten sich einem haarlosen Stil zu, der früher eher mit der Schwulenszene assoziiert wurde.
Manche Radfahrer und Schwimmer entfernen ihre Körperhaare, um den Luft- oder Wasserwiderstand zu verringern. Von Radsportlern wird als Grund auch angegeben, dass rasierte Haut nach Stürzen (Schürfwunden) leichter behandelt und massiert werden könne.

## Geschichte
Frühe Rasierer bestanden aus geschliffenem Feuerstein, Steinmessern, Muschelschalen und Haifischzähnen. Archäologische Funde von Rasierschabern aus Stein sind bereits aus dem 6. Jahrtausend v. Chr. bekannt. Harte Gesteine wie Flint oder Obsidian erlaubten es, wesentlich schärfere Klingen zu fertigen als die damals verfügbaren weichen Metalle. Auch Bronzeschaber sind gefunden worden. In Südamerika bevorzugten es die Ureinwohner dagegen, die Haare statt des Rasierens auszuzupfen.
Im alten Ägypten entfernten sich die Frauen aus ästhetischen Gründen die Schamhaare(siehe auch: Schamhaarentfernung#Antike Hochkulturen). Die Ägypter benutzten im 4. Jahrhundert Kupfer- oder Goldmesser. Auf griechischen Vasenmalereien wurden Menschen meist nackt und abgesehen vom Haupthaar haarlos dargestellt. Körperbehaarung, Schamhaar und Bärte galten bei den alten Griechen, zumindest in bestimmten Epochen, als barbarisch. Bei den Römern gehörte die Rasur mit Bimsstein ebenfalls zur Zivilisation. Im Mittelalter soll ein Arzt namens Johannes de Furia der Überlieferung nach ein Enthaarungsmittel (Expilativum) für seine Freundin Kleopatra (Pseudo-Kleopatra bzw. Cleopatra, eine fingierte Personalautorität für eine spätantik-frühmittelalterliche lateinische Frauenheilkunde) ersonnen haben.
Mit der Ausbreitung des Islam im Mittelalter wurde auch die Intimrasur in weiten Teilen Nordafrikas, des Mittleren Ostens und sogar Südeuropa eingeführt (siehe auch: Schamhaarentfernung#Islam). In den Serails moslemischer Herrscher gab es ausgebildete Eunuchen, die den Konkubinen täglich den Körper, und vor allem den Schambereich rasierten. Schon Bassano de Zara, ein im osmanischen Reich lebender Italiener, schrieb um 1530, dass dort Schamhaare verabscheut würden.

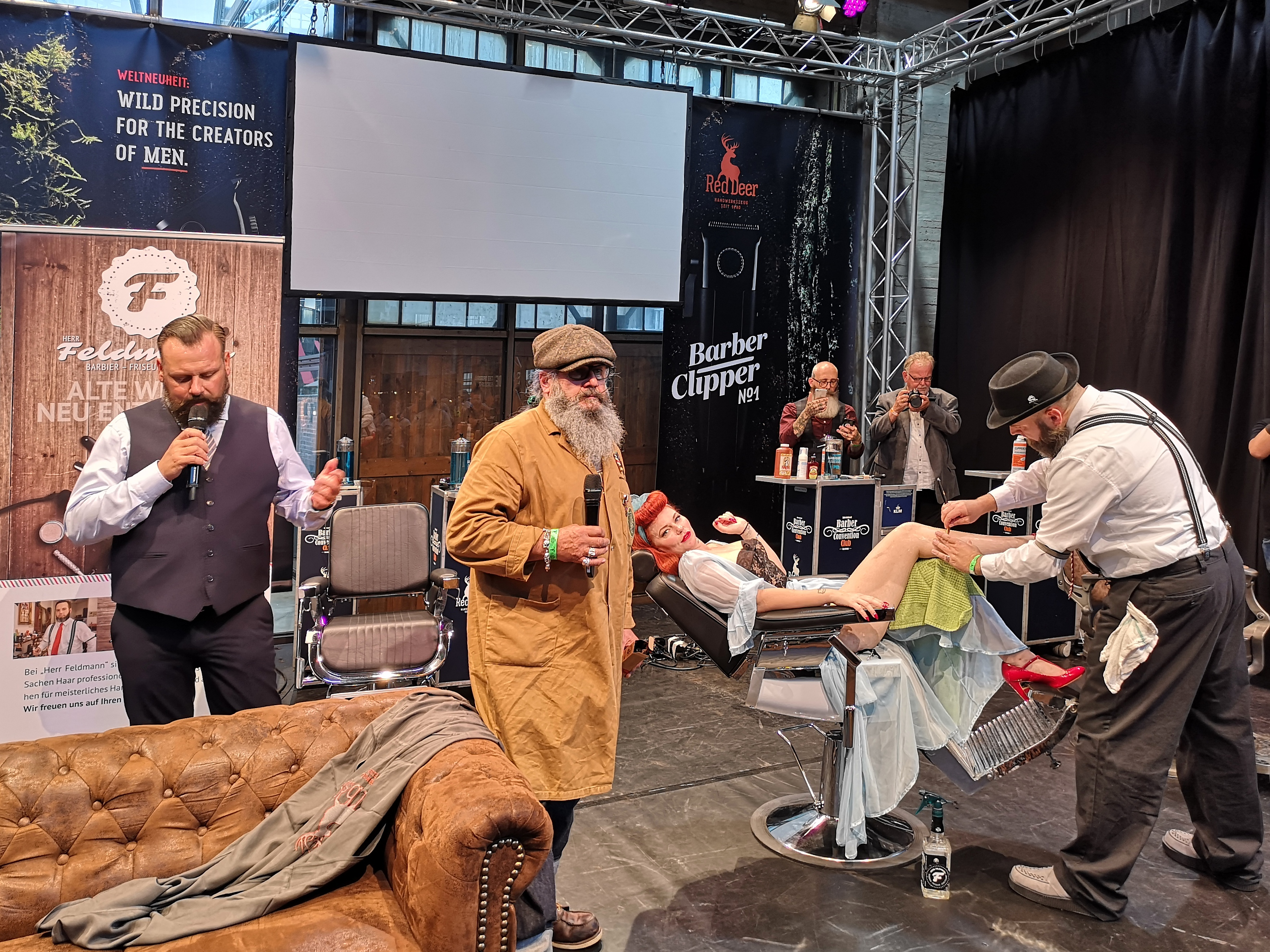
Beinrasur auf der Barber Convention 2018 in der Classic Remise Düsseldorf

In den USA wurde die Entfernung der Körperbehaarung bei Frauen insbesondere zwischen 1915 und 1945 als Zeichen ihrer Femininität populär. Sie verbreitete sich nach 1945 auch in Europa und setzte sich in den 1980er Jahren endgültig als Norm durch. In der Zwischenkriegszeit hatten Experten noch von einer Rasur abgeraten, weil sie etwa Abszesse verursachen kann.
Seit Ende des 20. Jahrhunderts ist es verbreitet, dass sich Männer mit Haarausfall eine Vollglatze schneiden lassen. Frühere Methoden zur Verdeckung von Kahlheit wie das Tragen einer Perücke oder eines Toupets bzw. das Überkämmen der Glatze kamen aus der Mode (siehe Comb-Over).

## Probleme
Trotz des Konformitätsdrucks in der jüngeren Generation entscheiden sich nicht wenige Menschen gegen eine Körperhaarentfernung, zum Teil aus Protest.
Haarentfernung führt nicht zu einem insgesamt stärkeren Wachstum der Haare. Ebenfalls ein Irrtum ist die gängige Meinung, enthaarte Körperstellen seien hygienischer. Es gibt keine hygienische Notwendigkeit für eine Entfernung der Schambehaarung.